# 서산군 갑
서산군 갑은 대한민국의 옛 국회의원 선거구이다. 당시 충청남도 서산군의 일부 지역을 관할했다.

## 역사
제헌 국회의원 선거를 앞두고 서산군의 일부 지역을 관할하는 선거구로 신설되었다.
제6대 국회의원 선거를 앞두고 서산군 갑, 을 선거구가 통합되어 서산군 단일 선거구를 이루게 됨에 따라 폐지되었다.

## 역대 국회의원
| 선거   | 정당 | 정당       | 의원   |
| ------ | ---- | ---------- | ------ |
| 1948년 |      | 무소속     | 이종린 |
| 1950년 |      | 일민구락부 | 이종린 |
| 1952년 |      | 자유당     | 김제능 |
| 1954년 |      | 자유당     | 나창헌 |
| 1958년 |      | 민주당     | 전영석 |
| 1960년 |      | 무소속     | 장경순 |

## 역대 선거 결과

### 대한민국 제헌 국회의원 선거
|  | 33.21% |

|  | 19.23% |

|  | 12.35% |

|  | 10.40% |

|  | 10.27% |

|  | 7.34% |

|  | 4.39% |

|  | 2.79% |

### 대한민국 제2대 국회의원 선거
|  | 15.86% |

|  | 14.29% |

|  | 12.23% |

|  | 11.09% |

|  | 11.08% |

|  | 10.87% |

|  | 9.18% |

|  | 6.82% |

|  | 4.71% |

|  | 3.82% |

### 1952년 대한민국 재보궐선거
이종린 의원의 사망으로 인해 치러진 1952년 대한민국 재보궐선거에서 자유당 김제능 후보가 당선되었다.

### 대한민국 제3대 국회의원 선거
|  | 38.15% |

|  | 18.13% |

|  | 15.83% |

|  | 12.90% |

|  | 10.09% |

|  | 4.88% |

### 대한민국 제4대 국회의원 선거
|  | 44.37% |

|  | 40.73% |

|  | 14.89% |

### 대한민국 제5대 국회의원 선거
|  | 22.42% |

|  | 20.21% |

|  | 14.13% |

|  | 12.94% |

|  | 11.96% |

|  | 10.20% |

|  | 8.12% |